# 万頃沙駅
万頃沙駅（まんけいさえき、中文表記: 万顷沙站）は中華人民共和国広東省広州市南沙区にある広州地下鉄18号線の駅。2021年9月28日に開業した。中国国鉄南沙駅の地下に位置する。

## 歴史
- 2021年9月28日：開業[1]。

## 駅構造
島式ホーム1面2線を有する地下駅。コンコースは地下1階、ホームは地下2階。出口は2か所ある。
| 番線 | 路線     | 行先           |
| ---- | -------- | -------------- |
| 1    | ■ 18号線 | 冼村方面       |
| 2    | ■ 18号線 | 降車専用ホーム |

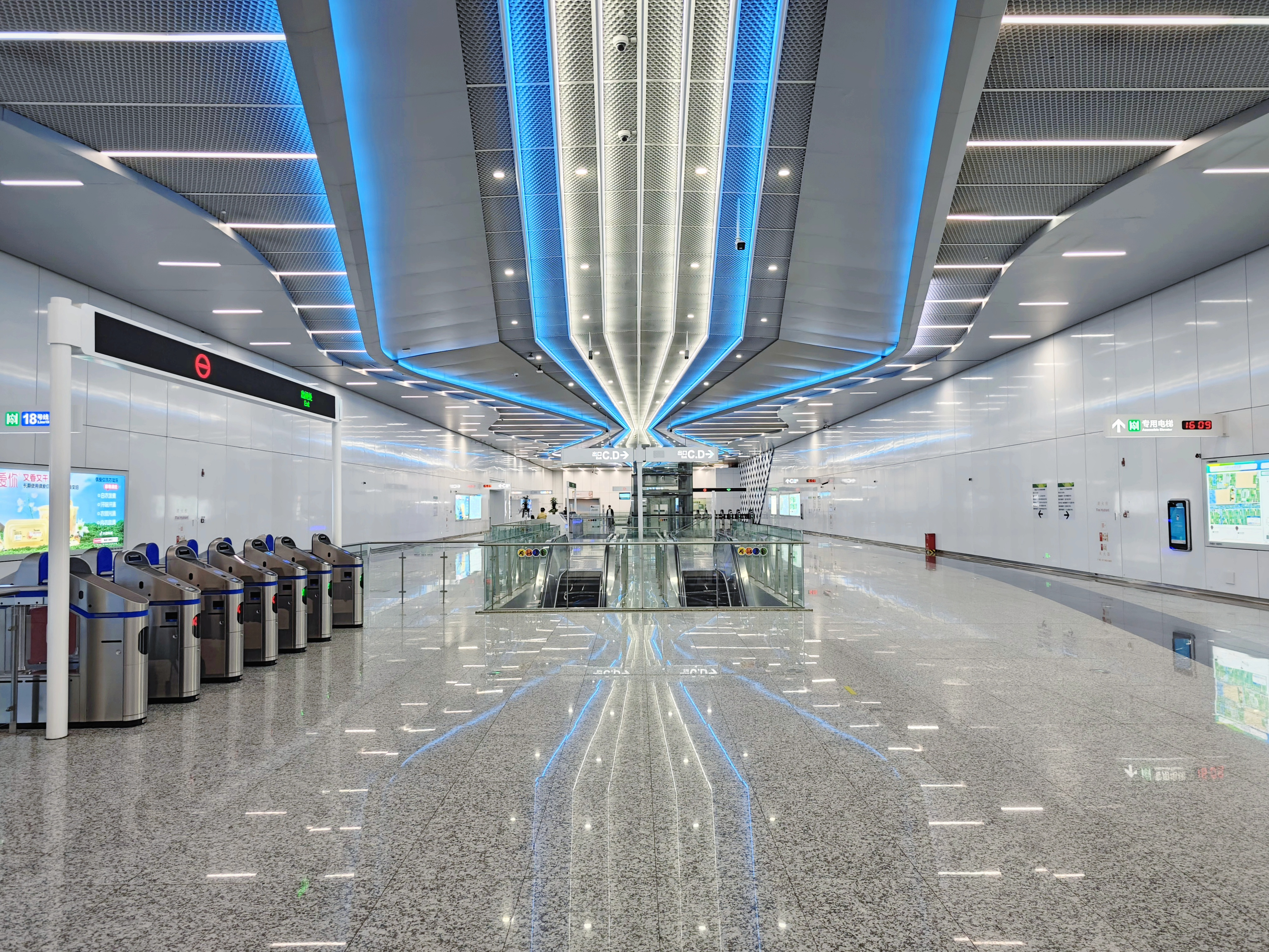
コンコース
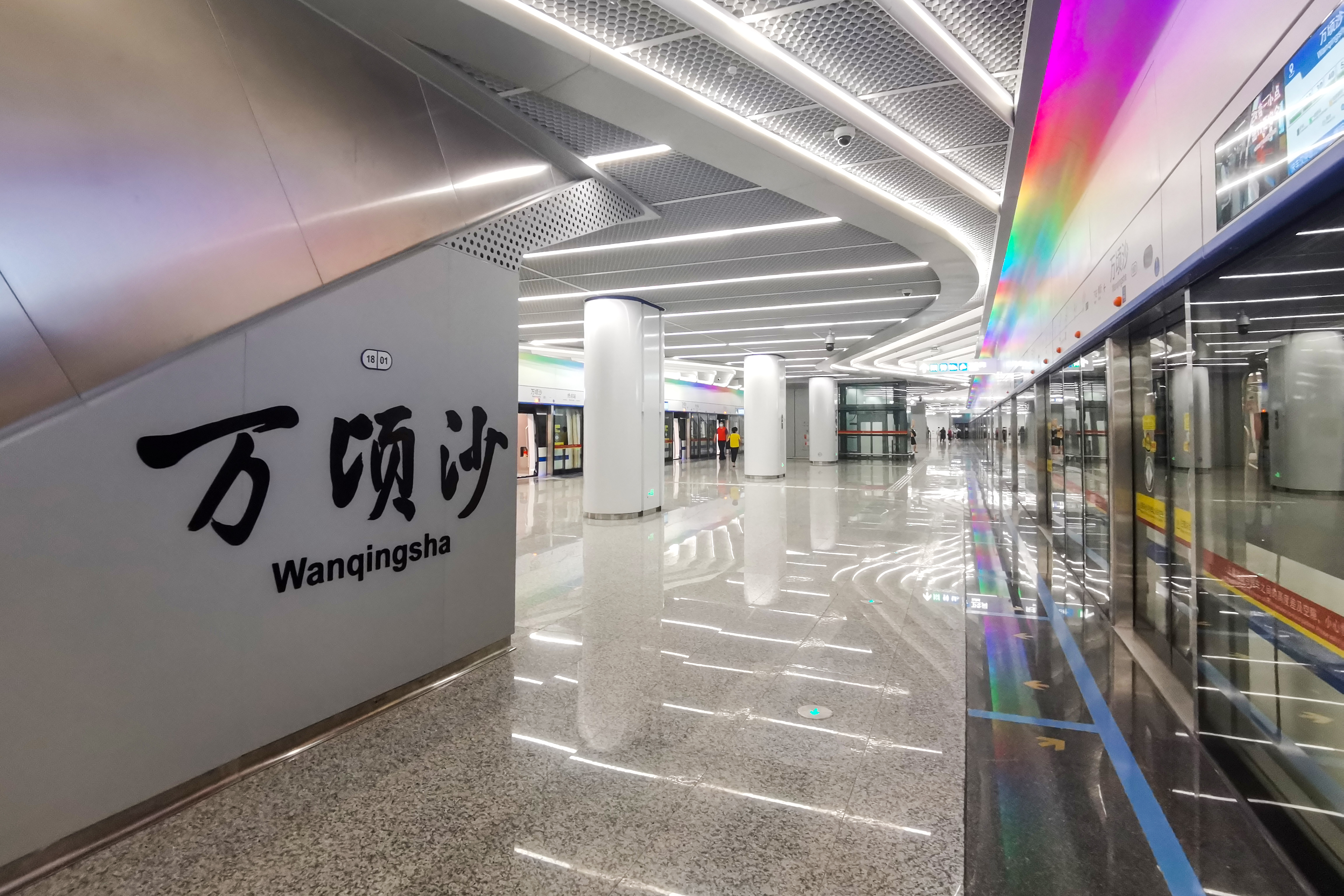
ホーム

## 延伸計画

### 南中珠都市間鉄道（18号線南延伸線）本線
18号線は当駅から中山と珠海まで南に延伸され、18号線の終点から途中駅に変更される予定。

## 隣の駅
広州地下鉄
■ 18号線
快速・一般
万頃沙駅 1801 - 横瀝駅 1802